# Stroček kadeřavý
Stroček kadeřavý (Pseudocraterellus undulatus (Pers.) Rauschert 1987), někdy též liška kadeřavá, je jedlá stopkovýtrusná houba z čeledi liškovitých.

## Popis

### Makroskopický

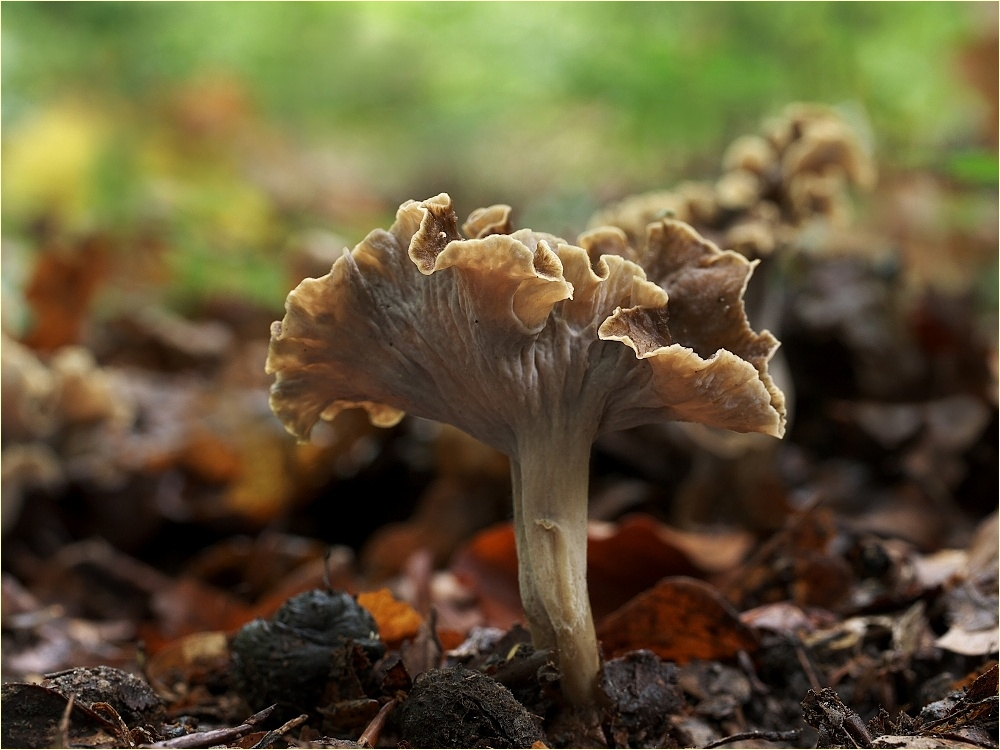
Stroček kadeřavý (Pseudocraterellus undulatus)

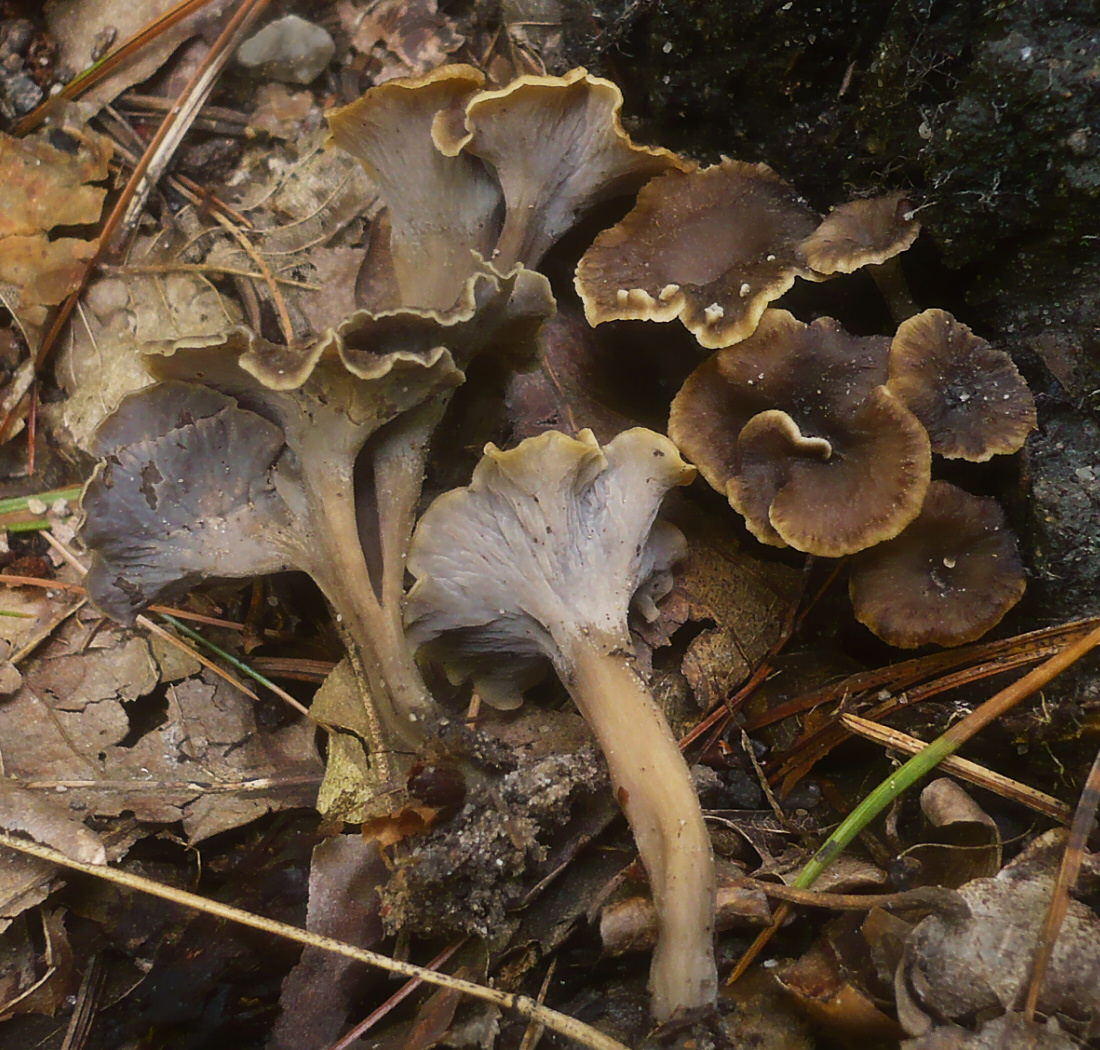
Stroček kadeřavý

Plodnice má trychtýřovitý tvar, nahoře je ploše rozevřená; celá je tenkomasá a dutá. Vysoká bývá asi 2–8 cm. Plodnice se obvykle vyskytují ve skupinách a trsech, někdy více plodnic srůstá dohromady, nebo se plodnice ve třeni větví na více trychtýřovitých částí.
V horní části je plodnice rozšířena v kloboukovitou část, která je rozvinutá až do ploše talířovitého, na okrajích i podvinutého tvaru. Je nepravidelně okrouhlá, široká až 6 cm, na okrajích značně zvlněná až silně zprohýbaná a zkadeřená, někdy rozdělená v několik lalokovitých cípů. Ve středu se klobouk hluboce nálevkovitě propadá. Barva je svrchu rezavě až kaštanově knědá, na okraji klobouku však často bývá světlá linka. Spodní strana kloboukovité části je světle šedá, tvoří ji vrásčitý hymenofor, který přechází až do horní poloviny třeně.
Třeň je úzký, dutý, někdy zploštělý a prohnutý, v horní části plynule přechází v široce nálevkovitý klobouk. Je zbarven žlutohnědě či hnědě, v horní části na něj ze spodní strany klobouku sbíhá šedý vrásčitý hymenofor.
Dužnina je dosti tenká, poněkud chrupavčité konsistence a našedlé barvy. Nemá výraznou chuť ani vůni.

### Mikroskopický
Výtrusy jsou elipsoidní, velké 8–10 × 5–7 μm.

## Výskyt
Stroček kadeřavý roste nepříliš hojně v listnatých a smíšených lesích, tvoří mykorrhizu s duby, buky a jinými listnatými stromy. Vyskytuje se v létě a na podzim.

### Rozšíření
Tento druh je rozšířen v Evropě (včetně České republiky), Severní Americe a severní Asii.

## Použití
Jedná se o jedlou houbu.

## Podobné druhy
- Stroček trubkovitý (Craterellus cornucopioides) je hojnější druh, vyskytující se v bučinách, někdy pospolu se stročkem kadeřavým, lišící se zcela nálevkovitým, trubkovitým tvarem, bez výraznějšího rozdělení na klobouk a třeň, jen horní okraj plodnice tvoří ohrnutý lem. Je šedé až šedočerné barvy, vnitřní povrch je hnědočerný. Je to vynikající jedlý druh, často sbíraný a v některých státech hojně prodávaný na trzích.
- Liška šedá (Cantharellus cinereus) je tvarově značně podobná vzácná jedlá houba, která je zbarvena spíše šedočerně a hymenofor na spodní straně klobouku má podobu žilnatých sbíhavých lišt.
- Liška žlutavá (Cantharellus aurora) má obdobný tvar a hymenofor též pouze vrásčitý, odlišuje se ale jasně žlutým zbarvením třeně a hymenoforu. Jde o vzácný jedlý druh horských jehličnatých lesů.
- Liška nálevkovitá (Cantharellus tubaeformis) je tvarově opět dost podobná, její klobouk ale nebývá tolik zprohýbaný, hymenofor je výrazně tvořen výraznými lištami a třeň je zbarven do žluta. Je to velmi hojný jedlý druh jehličnatých i listnatých lesů.